# 鮑姆山
54°39′S 36°13′W / 54.650°S 36.217°W
鮑姆山（英語：Mount Baume），是英國海外領土南喬治亞與南桑威奇群島的山峰，位於南喬治亞島南部，處於諾沃斯爾斯基冰川北岸，海拔高度1,910米，由英國研究隊繪入地圖。